# Warner Bros. Discovery
Warner Bros. Discovery, Inc. (WBD) este un conglomerat multinațional american de mass-media și divertisment. A fost format prin desprinderea lui WarnerMedia de către AT&T și fuziunea sa cu Discovery, Inc. pe 8 aprilie 2022.
Proprietățile companiei sunt împărțite în două divizii: Studios & Streaming—care este alcătuită din studiourile emblematice de film și televiziune Warner Bros., Home Box Office, Inc., DC Entertainment și serviciile de streaming ale companiei alături de alte proprietăți, și Global Linear Networks—care este alcătuit în mare parte din rețele de cablu susținute de publicitate de la predecesorii săi Discovery (precum Discovery Channel printre altele), Scripps Networks Interactive (precum HGTV printre altele) și Turner Broadcasting System (precum Cartoon Network, CNN, TBS și TNT printre altele) Warner Bros. Discovery International este, de asemenea, inclusă în divizie, care gestionează operațiunile de transmisie ale WBD în afara Statelor Unite.